# Masa de agua profunda del Atlántico Norte
Masa de agua profunda del Atlántico Norte (también conocida como North Atlantic Deep Water [NADW]) es una masa de agua que se forma en el océano Atlántico del Norte. La masa alcanza profundidades de entre 2000 y 4000 metros, alcanzando las costas de Estados Unidos y Canadá para girar ligeramente al este y surcar el Atlántico hacia el sureste alcanzando Brasil donde vuelve a girar hacia el este  en las costas de África Meridional  las corrientes de agua circumpolares antártidas.

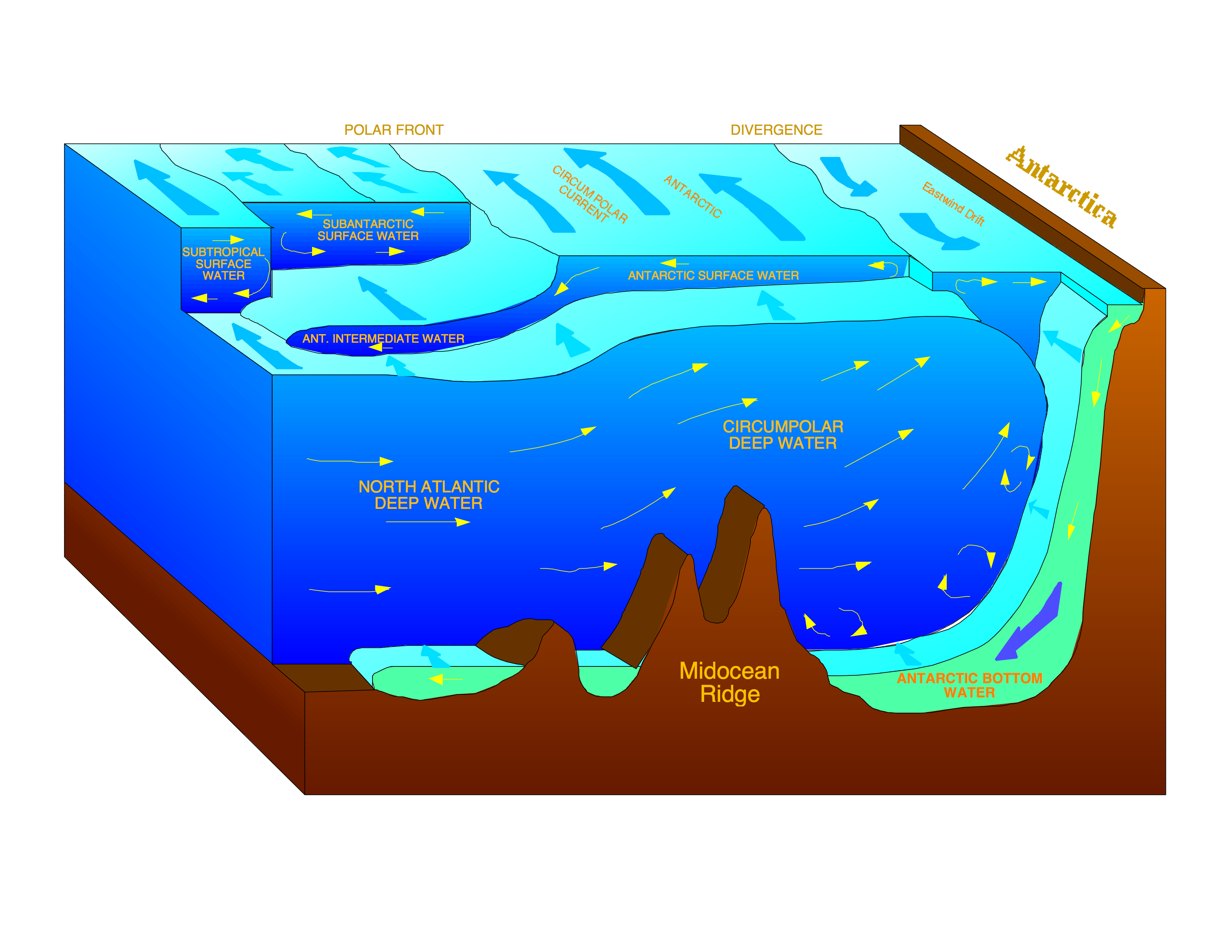
La masa de agua profunda desplazándose a través del océano Atlántico, aproximándose a las corrientes de fondo antárticas en la cercanía de la Dorsal mesoatlántica.

## Implicaciones climáticas
En el modelo de cinta transportadora de la circulación termohalina de los océanos mundiales, el hundimiento de la NADW empuja la corriente del Atlántico Norte hacia el norte; sin embargo esto también es ciertamente una simplificación básica de la relación que tiene la NADW con la corriente del Golfo. La composición distintiva de la NADW (especialmente su alta salinidad particular) hace que resulte fácil trazar su recorrido alrededor del globo, permitiendo observar como las corrientes antárticas transportan la masa por el océano Índico y el océano Pacífico.
Se cree que la formación de la masa de agua del Atlántico Norte ha sido dramáticamente reducida varias veces en el pasado (en eventos tales como el Dryas Reciente o en los Eventos Heinrich), y que esto podría estar relacionado con una disminución de la fuerza de la corriente del Golfo, afectando críticamente a las corrientes oceánicas atlánticas. Esta podría ser la causa del enfriamiento de Europa noroccidental. Algunos científicos creen que es posible que el cambio climático pueda hacer que esto ocurra de nuevo. También existen hipótesis que durante el Último Máximo Glacial (hace 20.000 años) la NADW fue reemplazada por una masa de agua análoga que ocupaba una profundidad intermedia a la que se ha llamado Masa de Agua Intermedia del Atlántico Norte (Glacial North Atlantic Intermediate Water [GNAIW])

## ¿Cómo se forma?
La  comprende tres diferentes masas  agua que acaban uniéndose  profundidades del Atlántico, cada  distingue  formarse  región específica:
- La más alta es la proveniente del mar de Labrador, formada debido a una convección invernal superficie atlántica.  ocurren todos  años,   profundas  Atlántico.
- La tercera masa de agua se origina cerca del mar de Groenlandia.